# Сноб
Сноб (англ. snob) — человек, слепо восхищающийся высшим обществом, предпочитающий тщательно подражать его манерам и вкусам. Так же называют людей, претендующих на высокую интеллектуальность, изысканный вкус или авторитетность в какой-то области, но безразличных к чувствам окружающих. Слово вошло во многие языки мира. От него произошло понятие снобизм, означающее характерные для сноба образ мыслей и манеру поведения.

## Происхождение
Точное происхождение слова неизвестно, существует несколько версий.
Впервые слово обнаруживается в 1775—1785 годах как обозначение сапожника или подмастерья сапожника. По одной из версий, это слово позднее стало обозначать простолюдина в широком смысле, а ещё позже простолюдина, подражающего манерам аристократа.
По другой версии, слово — более старое и происходит от латинского сокращения s. nob. (от лат. sine nobilitate «неблагородного происхождения»). Этой аббревиатурой в списках студентов Оксфорда и Кембриджа были отмечены студенты, происходившие из недворянских семей — их не должны были приглашать на мероприятия, если университет посещал король. Такие студенты, сыновья купцов и землевладельцев-йоменов, часто были заметно богаче дворян, стремились подражать им, но не имели соответствующего воспитания и светских навыков и пытались компенсировать их отсутствие показной, но безвкусной роскошью. Именно такое поведение стало обозначаться словом «снобизм».
Народная этимология выдвигает ещё несколько версий происхождения этого слова. Одна из них состоит в том, что «сноб» — сленговое название студентов Итонского университета в начале XIX века, где «нобы» (ученики благородного происхождения, вероятно от слова англ. noble «дворянин») противопоставлялись «снобам» (неблагородным).

## Снобы в литературе
- Журден из пьесы «Мещанин во дворянстве» Мольера.
- «Книга снобов, написанная одним из них», Уильям Теккерей.
- «Остриё бритвы», Сомерсет Моэм. Одну из сюжетных линий этого произведения автор закрутил вокруг персонажа Эллиота Темплтона, который «жил как сноб и умер как сноб».

Они подозревали в нём сноба. И не без оснований. Конечно, он [Эллиот Темплтон] был сноб и даже не стыдился этого. Он готов был претерпеть любой афронт, снести любую насмешку, проглотить любую грубость, лишь бы получить приглашение на раут, куда жаждал попасть, или быть представленным какой-нибудь сварливой старой аристократке. Он был неутомим.
— Сомерсет Моэм, «Остриё бритвы»
- «Анатомия снобизма». Артур Кестлер.
- «Миссис Дэллоуэй». Вирджиния Вулф.
- «Снобы». Джулиан Феллоуз.
- «Снобизм и прогресс». Стефан Жеромский.